# Ран, Хельмут
Хе́льмут Ран (нем. Helmut Rahn; 16 августа 1929, Эссен — 14 августа 2003, там же) — немецкий футболист, нападающий. Чемпион мира 1954 года, забивший два гола в финале. Участник двух чемпионатов мира. Один из лучших нападающих в истории немецкого футбола.
В бытность игрока отличался настойчивостью, физической силой, благодаря чему забивал большое количество голов. Обладал сильным и точным ударом с обеих ног, хорошей скоростью. Техника игрока, тем не менее, была на среднем уровне, но он компенсировал этот недостаток другими своими качествами.

## Биография
Ран родился 16 августа 1929 года в Эссене. Мать — Анна, отец — Фридрих, работал в собственной компании, специализировавшейся на перевозке угля. У Хельмута было три брата. Он начинал заниматься футболом в академии клуба «Альтенессен» в возрасте 9 лет. В годы Второй мировой войны семья переехала из подвергавшегося бомбёжкам Эссена в сельскую местность. В 1946 году Ран перешёл в «Эльде 1909», а через четыре года пополнил ряды команды высшего дивизиона чемпионата Германии «Шпортфройнде Катернберг», за которую провёл один сезон. Следующим клубом игрока стал «Рот-Вайсс» из Эссена, заплативший за трансфер Хельмута 7 тысяч немецких марок. Здесь он образовал атакующую связку с Аугустом Готтшальком и Бернардом Терматом. В розыгрыше Оберлиги они на троих 1951/52 забили 59 голов, а их партнёры — всего 19. В 1951 году Ран дебютировал в сборной страны. В 1953 году «Рот-Вайсс» выиграл Кубок Германии.
В 1954 году Зепп Хербергер включил Хельмута в заявку на чемпионат мира в Швейцарии. В первой игре турнира против Турции, завершившейся победой немцев 4:1, Ран не вышел на поле. Во втором туре он провёл свой первый матч на «мундиале», в котором «бундестим» противостояла команда Венгрии. В ней Ран отметился забитым мячом, однако он мало повлиял на итоговый результат: ведомые Ференцем Пушкашем, Шандором Кочишем и другими звёздами соперники разгромили Германию со счётом 3:8. Немцы всё же вышли в четвертьфинал, где одолели Югославию 2:0 (Ран на 85-й минуте забил второй гол своей команды). Обыграв в полуфинале Австрию 6:1, «бундестим» в финале встретились с Венгрией. Ран появился на поле с первых минут. Венгры быстро завладели преимуществом, дважды отличившись в самом начале встречи, однако вскоре благодаря точным ударам Макса Морлока и Рана Германия сравняла счёт. На 84-й минуте Хельмут оформил дубль, обманув защитника с помощью ложного замаха и отправив мяч с нерабочей левой ноги в нижний угол ворот. Этот гол стал победным и принёс немцам их первое золото на мировых первенствах. Ран вошёл в символическую сборную турнира, а благодаря победному мячу он стал известен во всей стране. Знаменитой также стала эмоциональная реакция на точный удар футболиста комментатора финала, Херберта Циммермана.
В 1955 году Ран вместе с «Рот-Вайссом» завоевал титул чемпиона Германии. Футболистом интересовались руководители мадридского «Реала» и «Расинга» из Авельянеды, но тот отверг их предложения. Несмотря на успех, карьера Хельмута стала угасать. Он пристрастился к алкоголю, в 1957 году даже получил короткий срок и штраф за вождение в нетрезвом виде. Тем не менее, тренер сборной страны Хербергер поверил в игрока и вызвал его для участия в чемпионате мира 1958 года. Физическая форма Рана перед началом турнира была далекой от идеала, но Хельмут всё же смог отлично проявить себя в ходе соревнования. В первом же туре группового этапа он сделал дубль, поразив ворота Аргентины. В следующих двух встречах, в обеих из которых Германия сыграла вничью, футболист забил два мяча, а в четвертьфинале отметился победным голом в ворота югославов. По итогам турнира немцы заняли четвёртое место, а Ран, записавший на свой счёт 6 мячей, разделил с Пеле вторую строчку в списке бомбардиров. Выступление Хельмута не осталось незамеченным: в 1958 году он стал вторым в голосовании за «Золотой мяч», пропустив вперёд лишь Раймона Копа. Всего за сборную Ран сыграл 40 раз и отличился 21 голом. 
В 1959 году Ран покинул «Рот-Вайсс». За этот клуб в общей сложности он провёл более 200 матчей и забил свыше 100 голов. Проведя один успешный сезон за «Кёльн», он уехал в Нидерланды, где несколько лет представлял «Энсхеде». В 1963 году вернулся в Германию в клуб недавно созданной Бундеслиги «Майдерих». Ран стал первым игроком, получившим красную карточку в матчах Бундеслиги. В 1965 году Хельмут завершил карьеру из-за проблем с ахиллом.
После завершения карьеры Ран занимался бизнесом вместе со своим братом, участвовал в благотворительных футбольных матчах. 
Был женат, супругу звали Гертрудой. Имел двух сыновей. За пределами поля Ран славился чувством юмора, был любимцем публики Эссена. Издал свою автобиографию Mein Hobby: Tore schießen (рус. Моё хобби: забивать голы).
14 августа 2003 года после продолжительной болезни Ран скончался. Попрощаться с ним пришли сотни людей, в том числе Уве Зеллер и Руди Ассауэр. Похоронен в Эссене на кладбище Маргаретен на Фронхаузер-штрассе. После его смерти рядом со стадионом «Рот-Вайсса» была установлена его статуя. В 2018 году он был внесён в Зал славы немецкого футбола.

## Достижения
Рот-Вайсс (Эссен)
- Чемпион Германии 1955
- Обладатель Кубка Германии 1953

 Майдерих
- Вице-чемпион ФРГ: 1964

 Сборная ФРГ
- Чемпион мира: 1954
- 4 место на Чемпионате мира: 1958

## Статистика выступлений

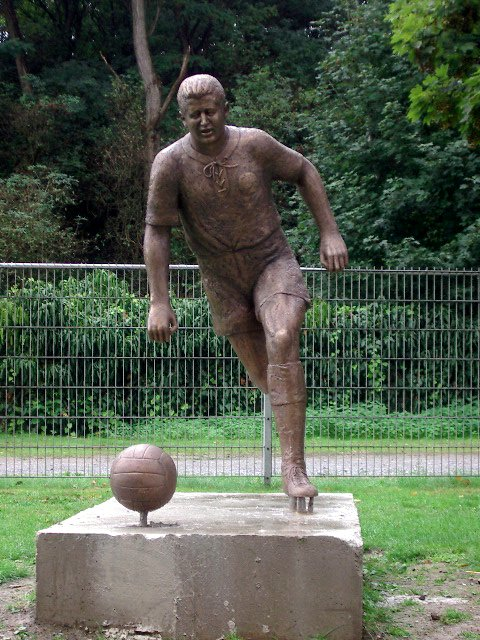
Статуя Хельмута Рана напротив стадиона им. Георга Мельхеса, Эссен

| Клуб                    | Сезон            | Лига | Лига | Чемпионат ФРГ | Чемпионат ФРГ | Кубки | Кубки | Прочие | Прочие | Итого | Итого |
| Клуб                    | Сезон            | Игры | Голы | Игры          | Голы          | Игры  | Голы  | Игры   | Голы   | Игры  | Голы  |
| ----------------------- | ---------------- | ---- | ---- | ------------- | ------------- | ----- | ----- | ------ | ------ | ----- | ----- |
| Шпортфройнде Катернберг | 1950/51          | 30   | 7    | 0             | 0             | -     | -     | 0      | 0      | 30    | 7     |
| Шпортфройнде Катернберг | Итого            | 30   | 7    | 0             | 0             | 0     | 0     | 0      | 0      | 30    | 7     |
| Рот-Вайсс (Эссен)       | 1951/52          | 29   | 20   | 6             | 5             | -     | -     | 0      | 0      | 35    | 25    |
| Рот-Вайсс (Эссен)       | 1952/53          | 28   | 9    | 0             | 0             | 5     | 5     | ?      | ?      | 33+   | 14+   |
| Рот-Вайсс (Эссен)       | 1953/54          | 30   | 18   | 0             | 0             | 0     | 0     | 2+     | 1+     | 32+   | 19+   |
| Рот-Вайсс (Эссен)       | 1954/55          | 19   | 5    | 4             | 1             | 0     | 0     | 0      | 0      | 23    | 6     |
| Рот-Вайсс (Эссен)       | 1955/56          | 24   | 9    | 0             | 0             | 0     | 0     | 4      | 3      | 28    | 12    |
| Рот-Вайсс (Эссен)       | 1956/67          | 21   | 10   | 0             | 0             | 0     | 0     | ?      | ?      | 21+   | 10+   |
| Рот-Вайсс (Эссен)       | 1957/58          | 27   | 8    | 0             | 0             | 0     | 0     | ?      | ?      | 27+   | 8+    |
| Рот-Вайсс (Эссен)       | 1958/59          | 23   | 9    | 0             | 0             | 0     | 0     | ?      | ?      | 23+   | 9+    |
| Рот-Вайсс (Эссен)       | Итого            | 201  | 88   | 10            | 6             | 5     | 5     | 6+     | 4+     | 222+  | 103+  |
| Кёльн                   | 1959/60          | 29   | 11   | 7             | 4             | 0     | 0     | 2      | 2      | 38    | 17    |
| Кёльн                   | Итого            | 29   | 11   | 7             | 4             | 0     | 0     | 2      | 2      | 38    | 17    |
| Энсхеде                 | 1960/61          | 27   | 14   | -             | -             | ?     | 0     | 0      | 0      | 27+   | 14    |
| Энсхеде                 | 1961/62          | 21   | 12   | -             | -             | ?     | 0     | 0      | 0      | 21+   | 12    |
| Энсхеде                 | 1962/63          | 21   | 13   | -             | -             | 1+    | 1     | 0      | 0      | 22+   | 14    |
| Энсхеде                 | Итого            | 69   | 39   | 0             | 0             | 1+    | 1     | 0      | 0      | 70+   | 40    |
| Майдерих                | 1963/64          | 18   | 7    | -             | -             | 0     | 0     | 0      | 0      | 18    | 7     |
| Майдерих                | 1964/65          | 1    | 0    | -             | -             | 0     | 0     | 0      | 0      | 1     | 0     |
| Майдерих                | 1965/66          | 0    | 0    | -             | -             | 0     | 0     | 0      | 0      | 0     | 0     |
| Майдерих                | Итого            | 19   | 7    | 0             | 0             | 0     | 0     | 0      | 0      | 19    | 7     |
| Всего за карьеру        | Всего за карьеру | 348  | 152  | 17            | 10            | 6+    | 6     | 8+     | 6+     | 379+  | 174+  |